# Миротворец (персонаж)
Миротворец (англ. Peacemaker) — супергерой, первоначально появившийся на страницах комикса Fightin’ 5 № 40 (ноябрь 1966 года) компании Charlton Comics, однако позднее права на него были выкуплены DC Comics. Оригинальный Миротворец был создан писателем Джо Гиллом и художником Пэтом Бойеттом, впоследствии появились несколько вариаций персонажа.
Дебют Миротворца в кино состоялся в фильме Джеймса Ганна «Отряд самоубийц: Миссия навылет» (2021), где роль супергероя исполнил Джон Сина. Актёр вновь вернулся к этому образу в одноимённом телесериале для потокового сервиса HBO Max.

## История появления
Миротворец впервые появился как супергерой резервной серии комикса Fightin ’5 № 40 (ноябрь 1966 года) компании Charlton Comics. Однако, после того, как её следующий выпуск был отменён, Миротворец получил свой собственный комикс продолжительность которого составила пять выпусков, выходивших с марта по ноябрь 1967 года. Некоторые из работ Пэта Бойетта, нарисовавшего планируемый 6-й выпуск, позже появились в сети. После распада Charlton Comics, в середине 1980-х, права на персонажа приобрела компания DC Comics. Выпустив лимитированную серию комиксов, посвящённый этому герою, состоящую из четырёх эпизодов (январь — апрель 1988 года).

## Биография персонажа

### Кристофер Смит
Кристофер Смит, дипломат-пацифист, настолько приверженный миру, что готов применить силу для продвижения своего дела. Он использует ряд специального нелетального оружия, а также основал Институт Пакс (англ. Pax Institute). Большинство злодеев, с которыми борется Миротворец — диктаторы и полевые командиры. Позже Смит узнаёт, что его усилия по установлению мира через насилие являются результатом серьёзного психического заболевания, вызванного психологическим шоком после того как он узнал, что его отец был комендантом нацистского лагеря смерти. Он считает, что дух отца постоянно преследует его, и критикует каждое действие, даже когда он пытается забыть своё прошлое.
Превратившись в особо смертоносного линчевателя, который может убить при появлении малейшей информации, он начинает верить, что призраки людей, которых он убил или которые были убиты возле него, собраны внутри его шлема и могут дать ему совет или поговорить с ним. Какое-то время Миротворец служит агентом правительства США под эгидой подразделения специального назначения Checkmate, выслеживая террористов, пока его собственное поведение не становится слишком экстремальным. В конце концов он таранит вертолётом танк, в котором находится суперзлодей Эклипсо, и, как сообщается, погибает. Его душа переносится в Чистилище из серии комиксов Судный день. Однако, когда там появляется команда супергероев, чтобы завербовать душу Хэла Джордана стражи Чистилища вступают с ними в битву. Миротворец объединяется с другими погибшими супергероями и отвлекает их, чтобы команда героев могла вернуться на Землю.
Впоследствии Миротворец появлялся в сиквеле комикса «Хранители» «Часы Судного дня», участвуя в битве на Марсе против Доктора Манхэттена. Также супергерой фигурировал в качестве члена Отряда Самоубийц, в рядах которого штурмовал Лечебницу Аркхем.

### JLI Peacemaker
Другой оперативник под прозвищем Миротворец появляется в 65-номере комикса Justice League International в качестве члена «Разрушителей Лиги».

### Митчелл Блэк
Хирург по имени Митчелл Блэк был нанят «Peacemaker Project», организацией не связанной с Институтом Пакс и «Проектом Миротворец» правительства США. Блэк фигурирует в мини-сериале под названием The L.A.W., воссоединившись с другими героями, приобретёнными у Charlton Comics. В виде команды они исследовали мощное существо, нацелившееся на военные объекты. Эта вариация супергероя была убита суперзлодеем Прометеем в 7-м номере комикса Infinite Crisis во время битвы за спасение Метрополиса от уничтожения.

## В других медиа
Оригинальная вариация Миротворца — под именем Кристофер Смит — появляется в фильме из расширенной вселенной DC «Отряд самоубийц: Миссия навылет» (2021), роль супергероя исполнил Джон Сина. Он же сыграл этого персонажа в сериале «Миротворец», трансляцией которого занимается стриминговый сервис HBO Max, исполнительным продюсером сериала выступил Мэтт Миллер.
Миротворец в образе Джона Сины из «Отряда самоубийц» появляется в качестве одного из играбельных персонажей в видеоигре Mortal Kombat 1. К его озвучке был привлечён тот же актёр.